# Donja Trstenica
Donja Trstenica est un village de la municipalité de Glina (comitat de Sisak-Moslavina) en Croatie. Au recensement de 2011, le village ne comptait aucun habitant.